# بولا براون
بولا براون (بالمجرية: Braun Paula )‏ (و. 1881 – 1962 م) هي معلمة موسيقى، وعازفة بيانو مجرية، ولدت في بودابست، تستخدم آلات بيانو، توفيت في بودابست، عن عمر يناهز 81 عاماً.

## التعليم
تعلمت في أكاديمية الموسيقى، فرانس- ليزتست
.